# Kostel svaté Libairy (Rambervillers)
Kostel svaté Libairy, francouzsky église Sainte-Libaire, je římskokatolický kostel ve francouzském městě Rambervillers. Je zasvěcen lotrinské mučednici, svaté Libaiře, která byla sťata v obci Grand. Západní portál kostela vede na Náměstí 30. září 1944.

## Historie a ppis
Kostel byl postaven v 16. století v gotickém stylu, v 18. století proběhly další stavební úpravy. Na stavbu byl použit růžový pískovec. Mezi monument historique byl zapsán v roce 1986.
Mezi výzdobu interiéru patří Pieta a dřevěný Kristus z 16. století.